# 派特勒科費爾山

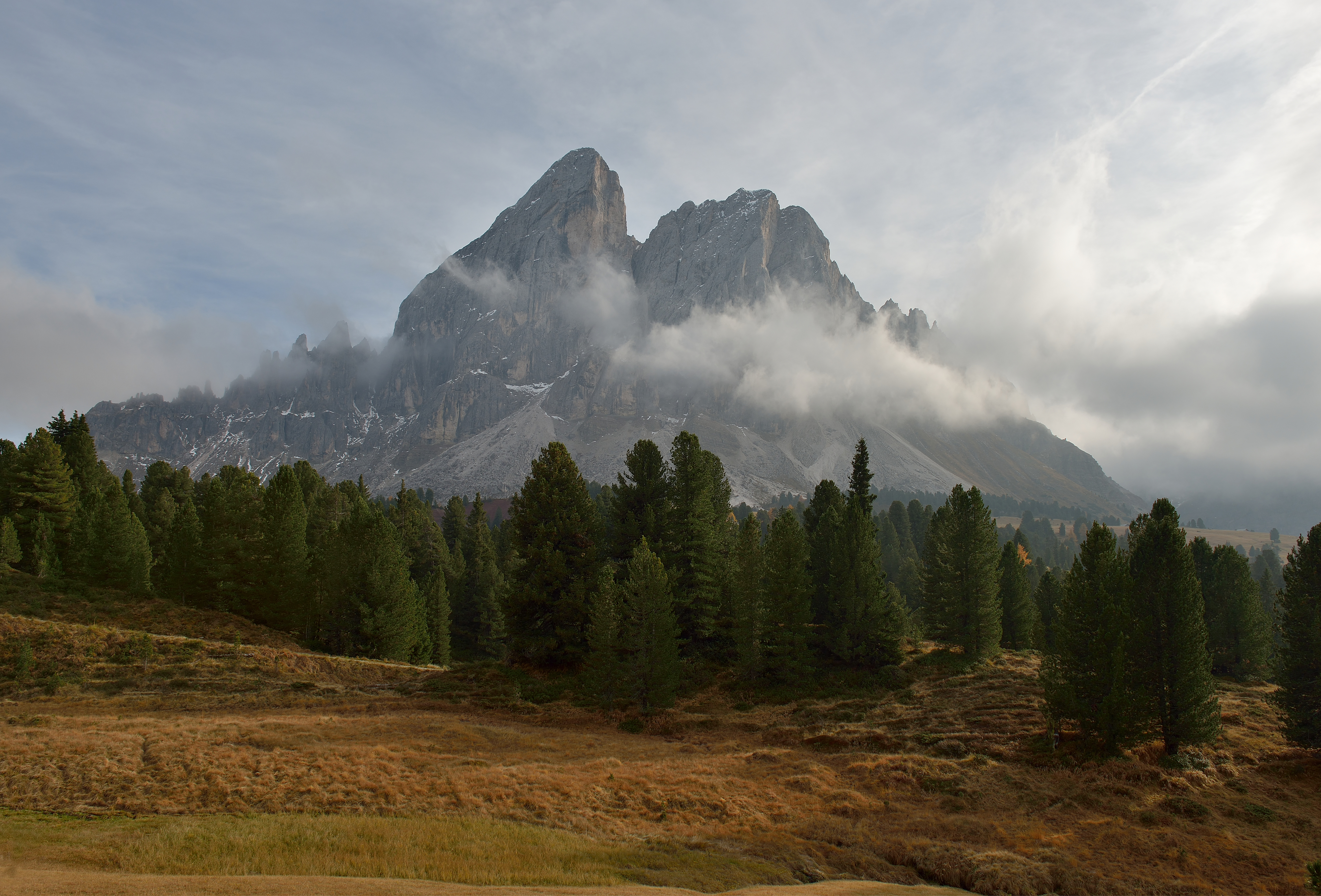

46°39′32″N 11°49′14″E / 46.658862°N 11.820517°E
派特勒科費爾山（義大利語：Sass de Putia），是意大利的山峰，位於該國東北部，由博爾扎諾-南蒂羅爾自治省負責管轄，屬於多洛米蒂山的一部分，海拔高度2,875米，每年平均降雨量1,579毫米。